# Alfonso Miranda Eyzaguirre
Mario Alfonso Miranda Eyzaguirre (Lima, 24 de abril de 1959) es un administrador de empresas y político peruano. Se desempeñó como ministro de la Producción en el gobierno de Manuel Merino.

## Biografía
Estudió Administración de Empresas en la Universidad de Lima, egresó del Programa de Alta Dirección de la Universidad de Piura.
De 2001 a 2004 fue Presidente del Instituto Tecnológico Pesquero del Perú (ITP).
Ha ocupado cargos como presidente del Comité para el Manejo Sustentable del Calamar en el Pacífico Sur (Calamasur), la Cámara Peruana del Atún y la Comisión Interamericana del Atún Tropical (CIAT).
También ocupó la presidencia del Comité de Pesca y Acuicultura de la Sociedad Nacional de Industrias (SNI).

### Viceministro de Pesquería
El 21 de febrero de 2004 fue designado Viceministro de Pesquería por el presidente Alejandro Toledo. Se desempeñó en el cargo hasta julio del mismo año.
El presidente Alejandro Toledo le volvió a designar Viceministro de Pesquería en julio de 2005. Permaneció en el cargo bajo las gestiones de los ministros Alfonso Velásquez Tuesta, David Lemor, Rafael Rey y Elena Conterno, estos 2 últimos durante el gobierno de Alan García. Renunció al viceministerio en agosto de 2009.

### Ministro de la Producción
El 12 de noviembre del 2020, fue nombrado como ministro de la Producción por el entonces presidente Manuel Merino en el gabinete presidido por Ántero Flores-Aráoz.
A inicios de su gestión, se comprometió a trabajar en favor de la pesca para consumo humano, pesca artesanal, pescadores sin formalizar, mypes, emprendedores, acuicultura e industria del país. Sin embargo, tuvo que renunciar debido a la crisis que atravesaba el régimen de Merino el 17 de noviembre del mismo año.
Participó como miembro del equipo técnico de Rafael López Aliaga para las elecciones generales del 2021.
Actualmente ejerce como presidente del Comité para el Manejo Sustentable del Calamar Gigante en el Pacífico Sur (CALAMASUR), preside la Comisión Interamericana del Atún Tropical (CIAT), el Comité de Pesca y Acuicultura de la Sociedad Nacional de Industrias y la Cámara Peruana del Atún.